# Myocoptidae
Myocoptidae (лат.) — семейство чесоточных клещей клады Psoroptidia из гипотряда Astigmata. Эктопаразиты мелких млекопитающих (в основном обнаружены на грызунах). Их ноги приспособлены для захвата волос хозяина, но питаются они жидкостями из кожи хозяина. Известно около 60 видов. Встречаются на всех материках. Myocoptes musculinus является космополитным вредителем домовой мыши в лабораторных колониях.

## Описание
Микроскопического размера клещи. Присутствуют хелицеральный капюшон и вентральный апофиз подвижного пальца. Пальцевые сегменты слиты дорсально. Идиосома слабо удлиненная, дорсо-вентрально уплощенная или субцилиндрическая (Trichoecius). Супракоксальный склерит отчетливый, супракоксальное отверстие нечеткое, половые волоски отсутствуют. Генитальные папиллы присутствуют. Интеркоксальные органы прикрепления отсутствуют. Ноги III и IV у самок и неполовозрелых стадий и ноги III у самцов модифицированы в органы хватания. Бёдра этих ног увеличены и вентрально вогнуты, генуа отчетливо развиты: голени и лапки лишены претарз и укорочены. Захватывающий аппарат образован всеми этими частями, исключая трохантеры. Голенно-коленная часть загнуты внутрь, между бедренной впадиной и этими 3 подомерами расположены фиксирующие волоски. Щетинки sin и famulus s отсутствуют. Амбулакральные склериты маленькие, но различимые. Самка: опистогастральные щитки отсутствуют, яйцевые поры Y-образные; эпигинум присутствует (отсутствует у Myocoptes); анальное отверстие расположено терминально или вентрально. Самец: опистосомальные доли и паранальные присоски присутствуют или отсутствуют; ноги III и IV нормально развиты; ноги IV самца без амбулакр; щетинки rflV и elV присосковидные.
Ассоциации с хозяевами: обитатели кожи и вторично меха (Tiichoecius) грызунов и плотоядных, Rodentia (Шипохвостые, Мышевидные хомячки, Хомяковые, Тушканчиковые, Соневые, Мышиные, Незомииды, Колючие сони, Беличьи) и Carnivora (Куньи). Вид Myocoptes ictonyx Fain, 1970 — единственный вид миокоптид, описанный с хозяина, не являющегося грызуном, с африканского хорька (Ictonyx striatus, Mustelidae). Вероятно, предок этого вида перешел на этого хозяина от своей добычи или даже этот хозяин является случайным для этого паразита, так как были собраны только две самки клещей.
В 2008 году род Dromiciocoptes был обнаружен на сумчатых: Marmosops parvidens (Опоссумовые) из Перу и Caenolestes fuliginosus (Ценолестовые) из Эквадора.

## Систематика
Известно около 60 видов. Семейство было впервые выделено в 1942 году. Рассматривается в составе надсемейства Sarcoptoidea клады Psoroptidia гипотряда Astigmata.
- Apocalyptoides Bochkov, 2016 (1 вид)
  - =Apocalypsis Bochkov, 2010 (замена имени из-за бабочки Apocalypsis Butler, 1876; Sphingidae)
- Crinicastor Poppe, 1889 (4 вида)
- Dromiciocoptes Fain, 1970
- Dromicioptes Fain, 1970
- Gliricopies Lawrence, 1956 (9 видов)
- Histiophorus Agassiz, 1846
- Myocoptes Claparede, 1869 (22 вида)
- Sciurocoptes Fain, Munting et Lukoschus, 1970 (2 вида)
- Trichobius Canestrini, 1896
- Tricftoectas Canestrini, 1899 (22 вида)